# Château de Cléron
Le château de Cléron est un château fort du XIVe siècle situé à Cléron en France.

## Localisation
Le château est situé sur le territoire de la commune de Cléron, dans le département du Doubs, en région Bourgogne-Franche-Comté, à 25 km au sud de Besançon.

## Description

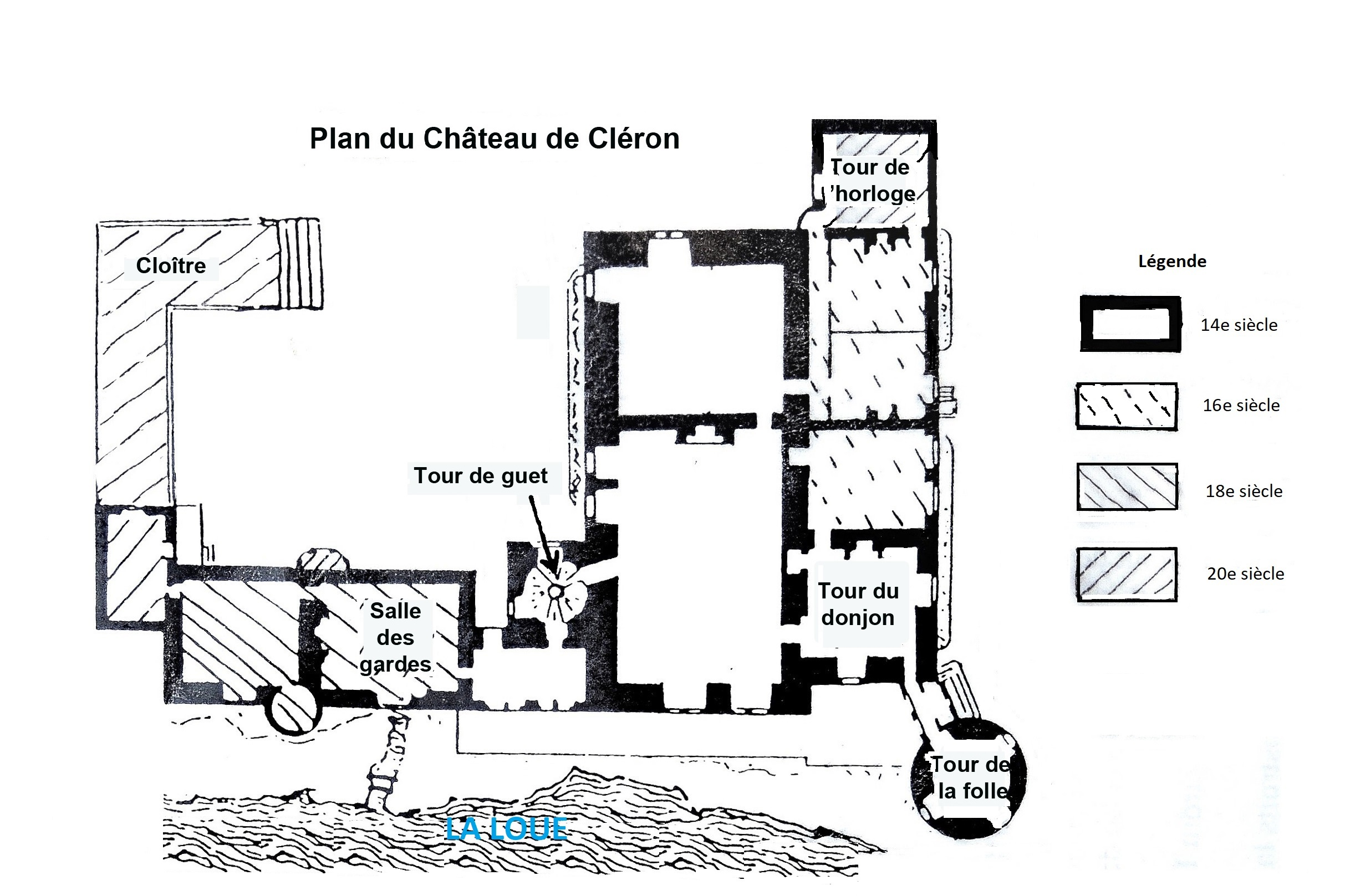
Plan du château.

Le château de Cléron est fortement remanié au XVIIIe siècle tout en conservant ses défenses médiévales, donjon, mâchicoulis, meurtrières et assommoirs... Il est flanqué d'une tour carrée dite « tour de l'horloge » au XIXe siècle.
Ce château de styles médiéval et néo médiéval, parfaitement restauré, est aujourd'hui propriété de la famille de Montrichard. Il ne se visite pas, à l'exception des jardins (en été).
Dans les jardins on peut voir deux lions sculptés en pierre, une maison de poupée, un édicule en treillage provenant de l'hôtel Terrier de Santans.[réf. souhaitée]

## Historique
Avant le XIIe siècle, la famille des seigneurs de Cléron succède à la famille des seigneurs de Scey pour contrôler un pont en bois sur la Loue, lieu de passage de la principale « route du sel » de Franche-Comté (route qui relie Besançon à Salins-les-Bains et qui assure le prospérité de la région au Moyen Âge).[réf. souhaitée]
Au XIIIe siècle, Jean 1er de Chalon-Arlay, seigneur de Montmahoux, convoite ce site stratégique. Mais la seigneurie lui échappe au profit des comtes de Bourgogne, qui récupérèrent également le château de Scey. [réf. souhaitée]
Le château de Cléron est construit en 1320 au bord de la Loue par Humbert de Cléron (vassal du comté de Bourgogne) sur l'emplacement d'un ancien castrum gallo-romain.[réf. souhaitée]
Pendant la guerre de Dix Ans (1634-1644) menée par Richelieu (cardinal et premier ministre du roi Louis XIII) pour tenter de reconquérir le comté de Bourgogne aux Habsbourg d'Espagne, le village est dévasté une première fois par des mercenaires suédois à la solde de la France en 1639, puis une deuxième fois en 1641 par les Français.[réf. souhaitée]
Il fait l'objet d'une inscription au titre des monuments historiques depuis le 6 juillet 1988.

## Tourisme
Les jardins privés sont ouverts au tourisme pendant la période estivale.

## Galerie de photos

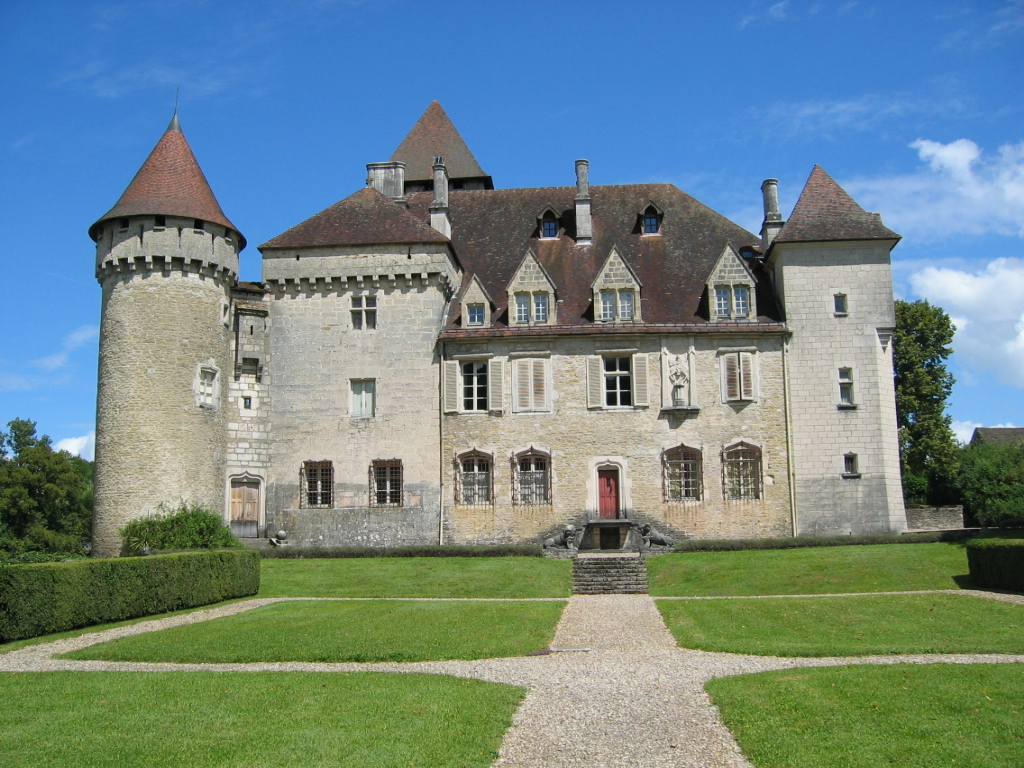
Façade coté jardin à la française.
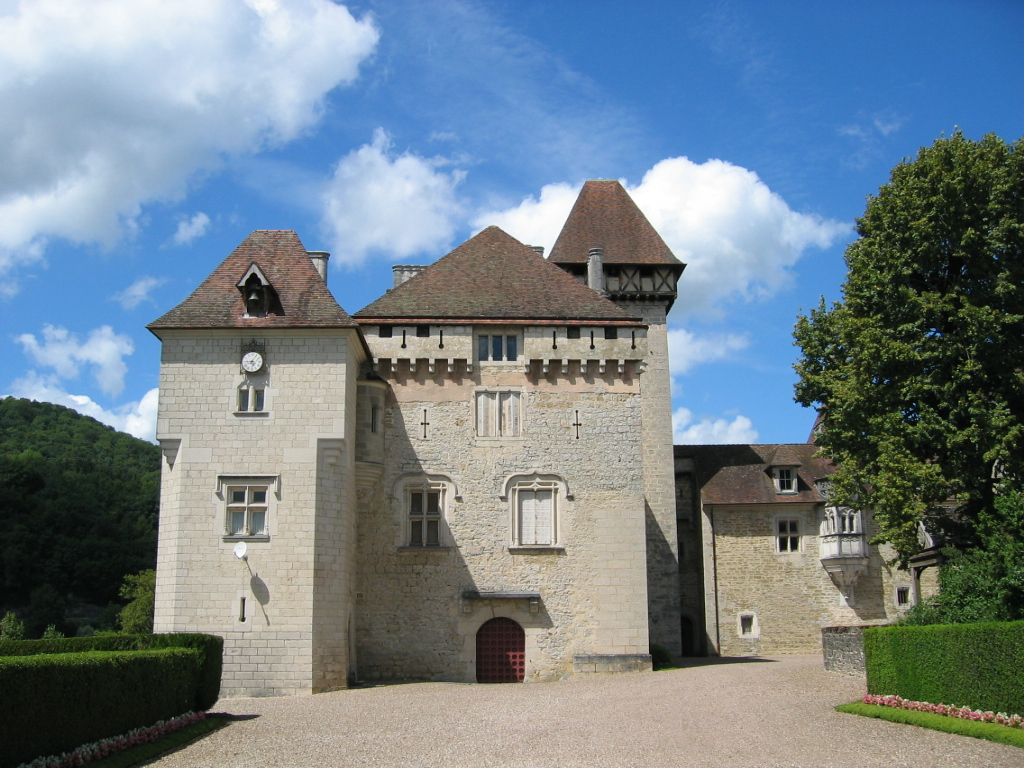
Façade sud sur l'avant-cour.
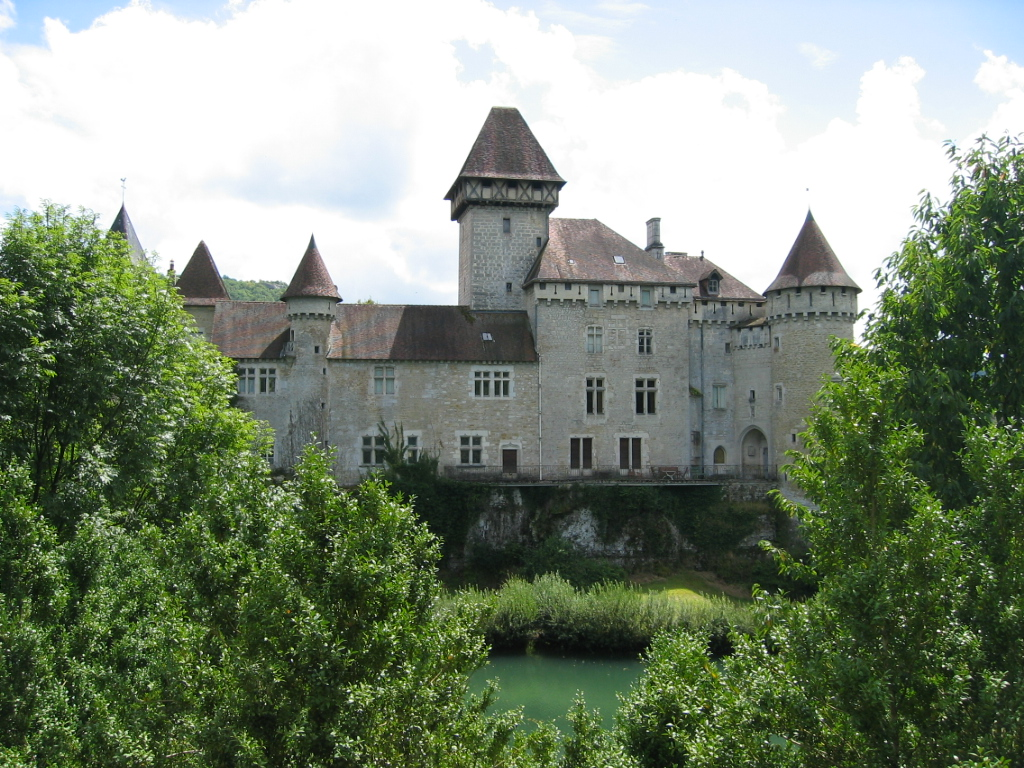
Façade sur la Loue.
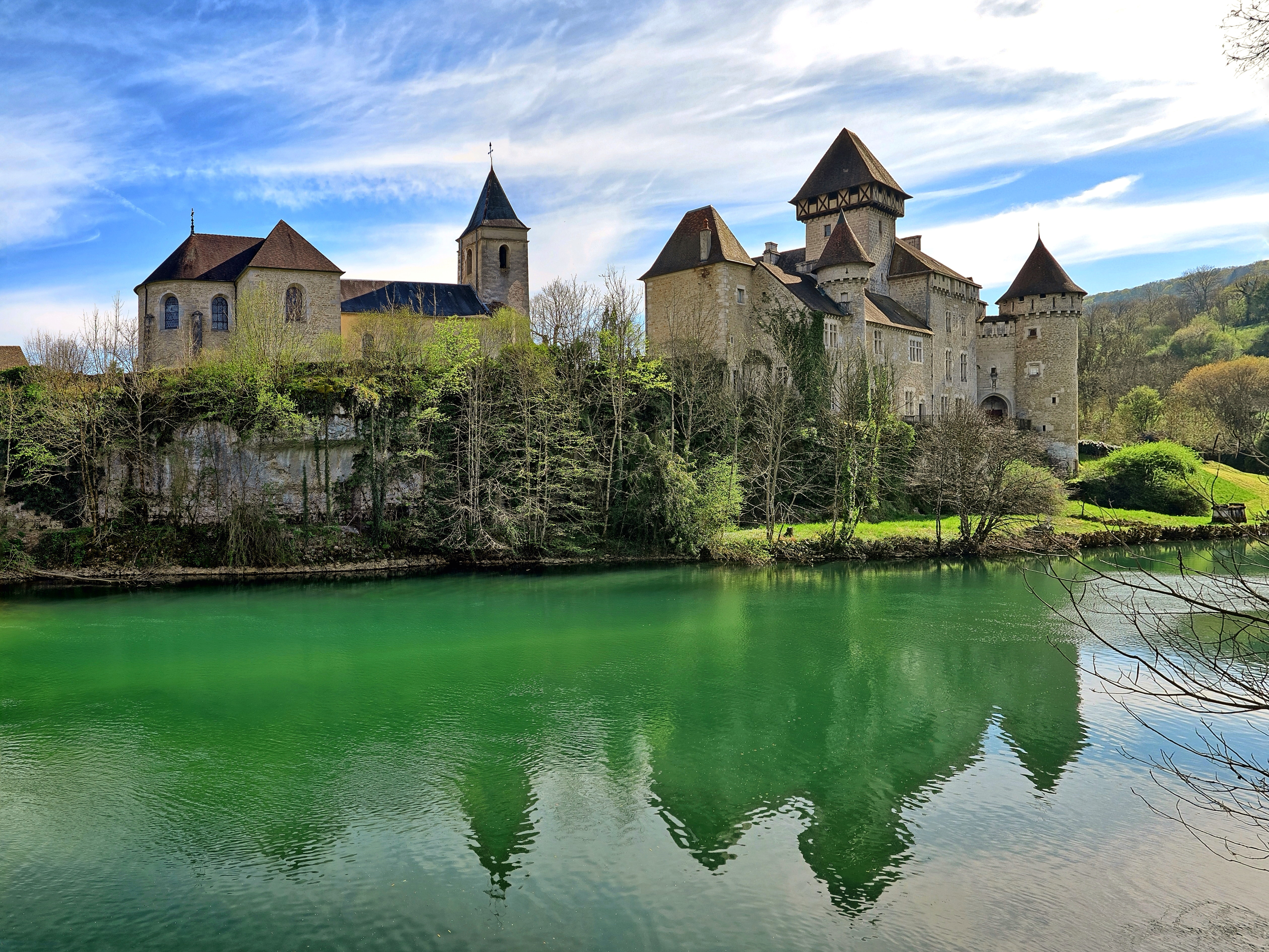
Le château et l'église.

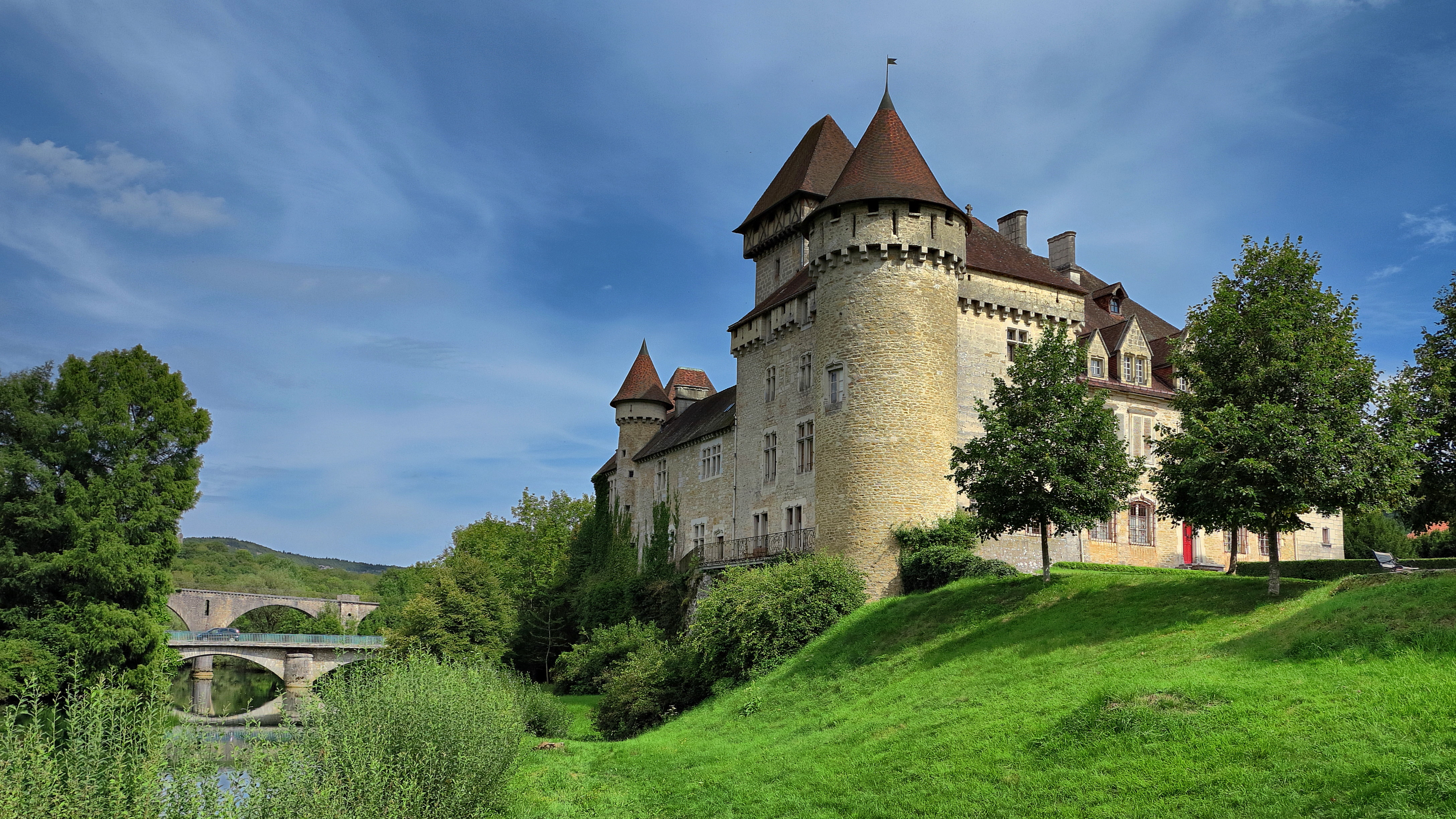
Le château et les ponts sur la Loue.
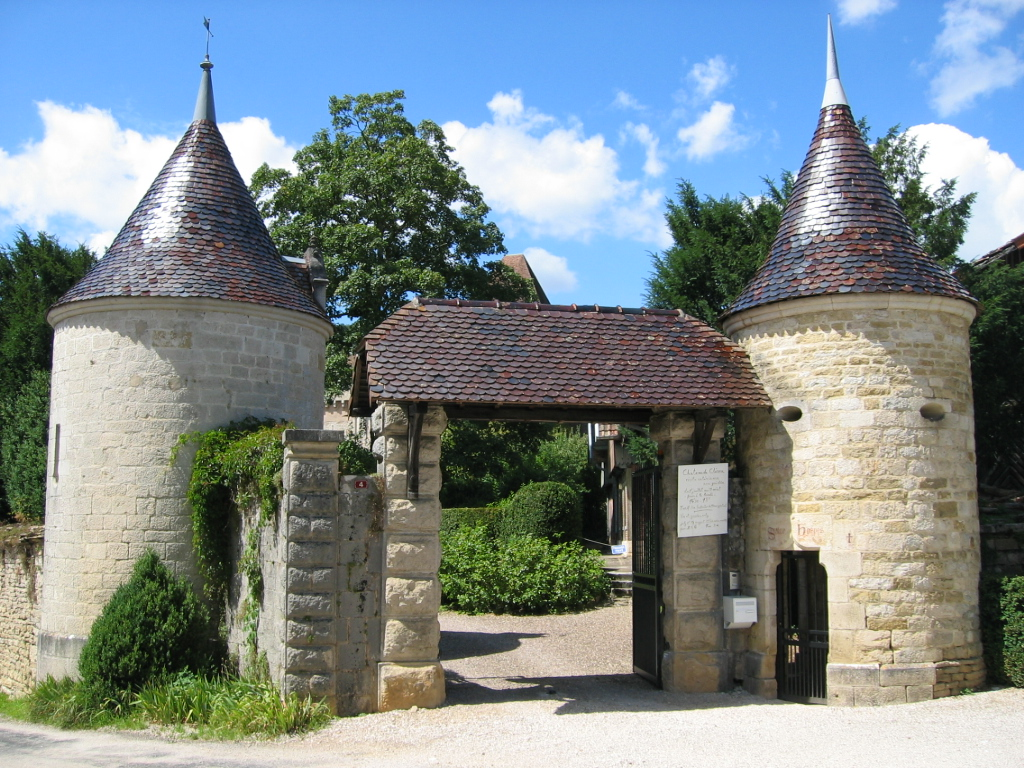
L'entrée du parc.
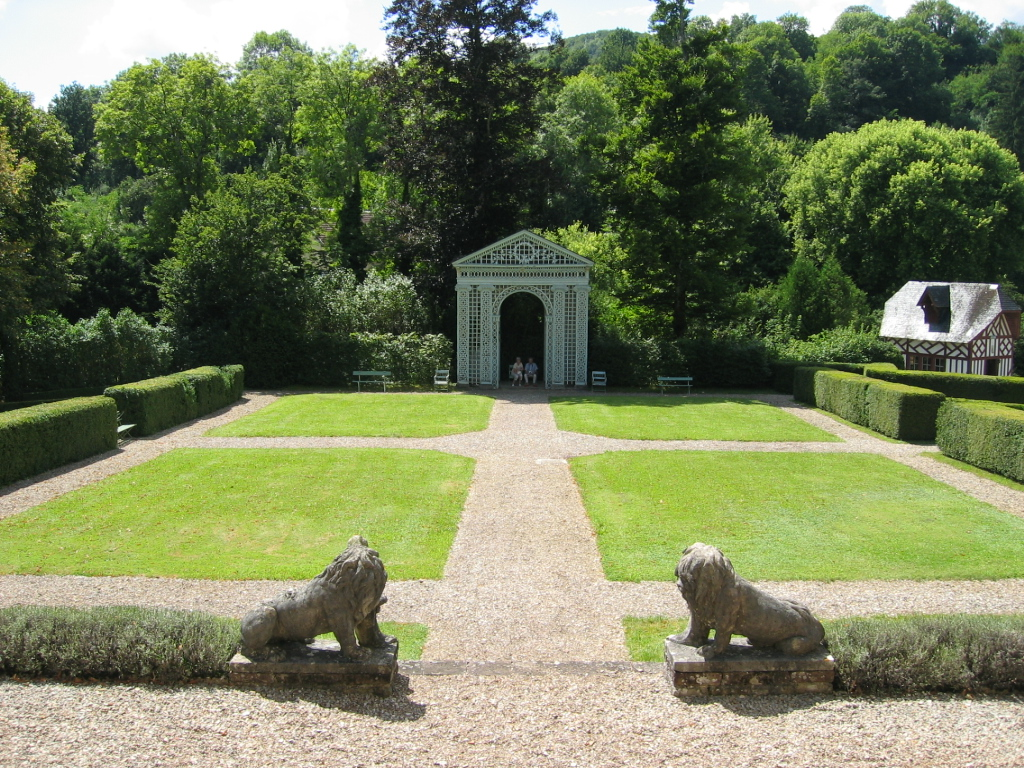
Le jardin à la française.
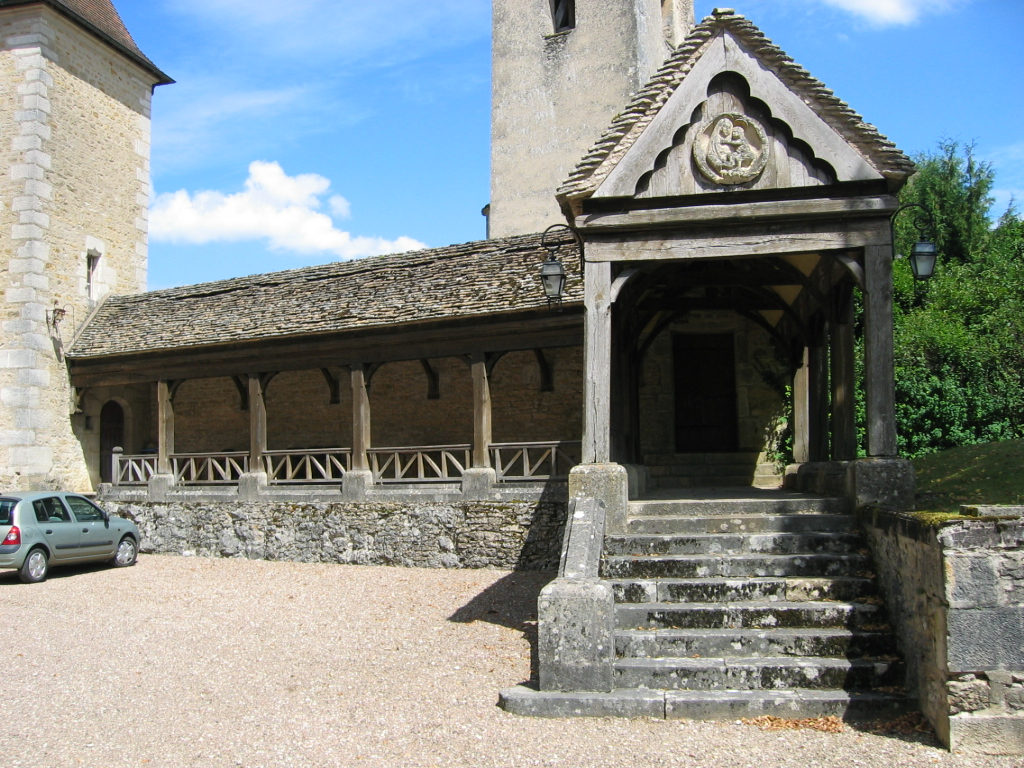
Le cloître.